# Adam Heinrich Bose

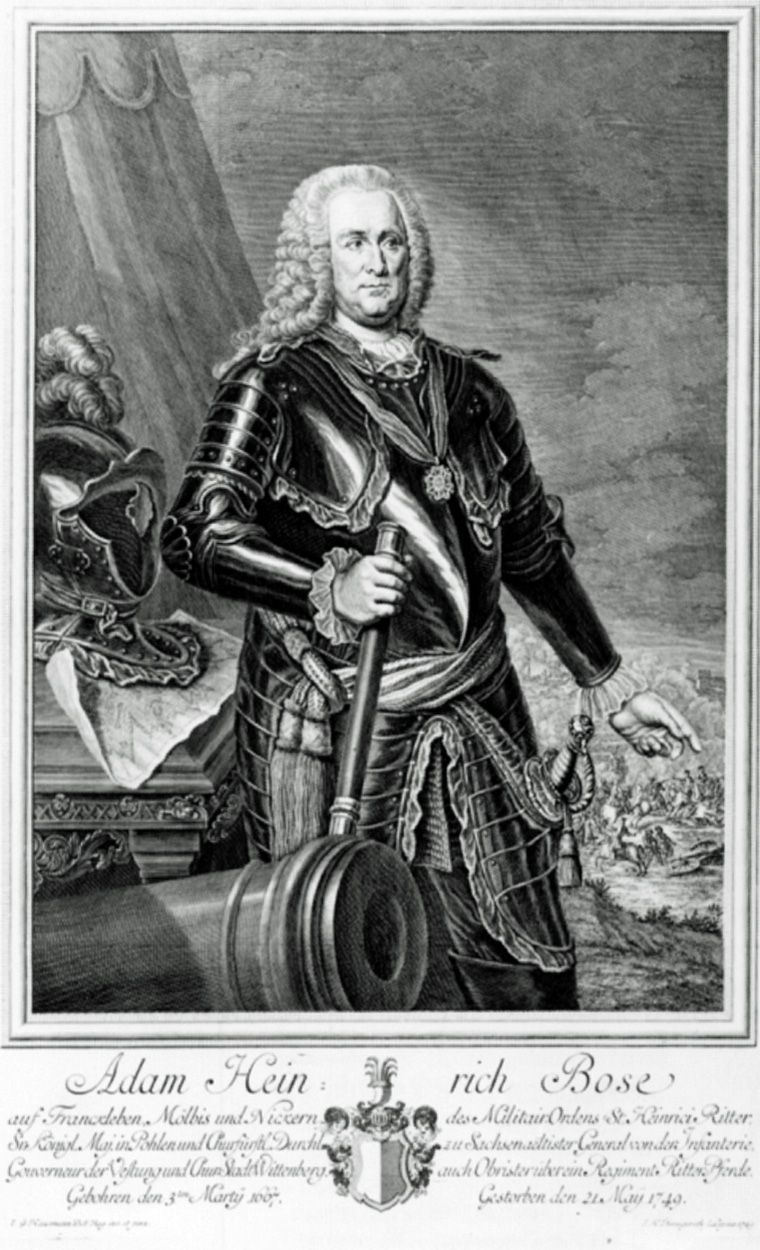
Adam Heinrich Bose

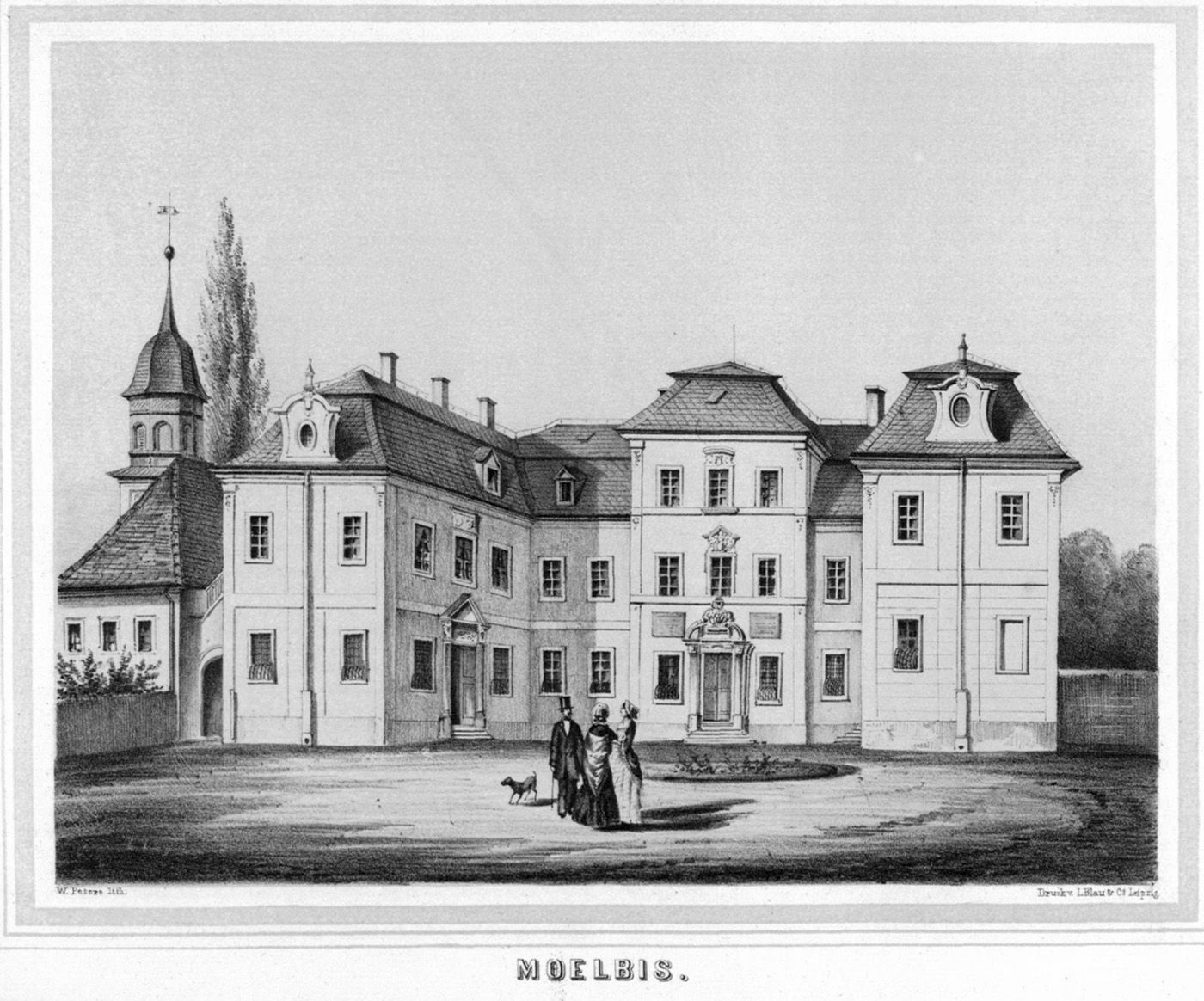
Das von ihm erbaute Schloss Mölbis

Adam Heinrich Bose (* 3. März 1667 in Unterfrankleben; † 21. Mai 1749 in Mölbis) war Erb-, Lehn- und Gerichtsherr auf Mölbis, Trages, Lohme, Nickern und Unterfrankleben, königlich-polnischer und kurfürstlich-sächsischer General der Infanterie, Gouverneur der Stadt und Festung Wittenberg und Ritter des St.-Heinrichs-Ordens.

## Herkunft
Bose stammte aus dem sächsischen Uradelsgeschlecht derer von Bose, das bei der Schreibung seines Namens bewusst auf die Verwendung des Adelsprädikats verzichtete. Er war der Sohn des Geheimen Rates Christoph Dietrich Bose des Älteren (1628–1708) und dessen Ehefrau Ursula von Gustedt (1636–1694). Seine Brüder waren der Dompropst Johann Balthasar Bose, der Geheime Rat Christoph Dietrich Bose der Jüngere, der Merseburger Geheim- und Appellationsrat Wolf Dietrich Bose und der Oberstleutnant Gottlob Sigismund Bose.

## Leben
Er kam als Page an den kurfürstlichen Hof und wurde Page bei Kurprinzen. Dort lernte er insbesondere das Artillerie- und Feuerwerkswesen. 1688 kam er dann in das Dresdener Garnisonsbataillon des Generals Klengel. Er blieb dort ein Jahr und stieg zum Unteroffizier auf. Anschließend kam er als Fähnrich in das Regiment Kuffer nach Wittenberg. 
Er nahm noch im gleichen Jahre an der Belagerung von Mainz teil. Er fiel dort dem Feldmarschall Flemming auf. Dieser holte ihn in sein aus drei Bataillonen bestehendes Infanterieregiment. Anschließend wurde er Adjutant und erhielt 1690 eine eigene Kompanie. Flemming ging nach Brandenburg und der General Schöning erhielt das Regiment und Bose wurde zum Leutnant befördert. 1692 kam er als Kommandeur in das adelige Kadettencorps, das sein Vater gegründet hatte und machte in der Armee schnell Karriere. Er wurde 1694 Major, 1695 kam er nach Wien und ging als Volontär mit dem Kurfürsten mit einem Hilfskorps nach Ungarn. Nach dem Feldzug wurde er 1696 Oberstleutnant im Regiment. Im gleichen Jahr führte er das Regiment aus dem Reich nach Italien und 1698 an den Rhein. 1699 kehrte das Regiment nach Sachsen zurück. Bose erhielt da den Charakter als Oberst. Als 1700 der Große Nordischer Krieg ausbrach erhielte er bei der Belagerung von Riga das Kommando über alle Grenadiere. Am 10. Oktober 1700 wurde er dann als Kommandant der eroberten Festung Kockenhausen bestellt. Als sich die sächsische Armee im Juli 1701 zurückziehen musste, verließ er am 22. Juli die Festung; die wurde allerdings zerstört und die Brücke über die Düna verbrannt. Er selber kehrte wohlbehalten mit der Garnison zur Armee zurück. 1702 erhielt er als Oberst ein eigenes Regiment, das aber in der Schlacht bei Pinezow vernichtet wurde. Aus den Resten der Infanterie wurden zwei Garde-Regimenter gebildet. Das Erste erhielt der General Schulenburg, das Zweite der Oberst Bose. Dieser begann mit der Ausbildung des Regiments, es wurde aber dann in Thorn eingeschlossen und geriet in Kriegsgefangenschaft. Bose war nicht in Thorn und erhielt vom Kurfürsten den Auftrag ein neues Regiment zu errichten und Thorn zurückzuerobern. So kommandierte er 1704 die Belagerungsartillier, als aber schwedischer Entsatz sich näher wurde die Belagerung aufgegeben. 1706 kämpfte er erfolgreich auf dem rechten Flügel in der Schlacht bei Fraustadt, bis der linke Flügel einbrach und das Regiment den Rückzug antreten musste. Nach dem Frieden von 1706 kam das Regiment nach Dresden in Garnison. 1707 kam er mit dem Regiment an den Rhein und zur Reichsarmee die 1708 nach Brabant übersetzte. 1710 kämpfte er bei der Belagerung Bethune, als er vom König nach Sachen zurückgerufen und zum Generalmajor befördert wurde. 1711 schickte man ihn nach Pommer, wo er die Blockade von Stralsund unterstützen sollte. Anschließend half er die Schweden in Tönning einzuschließen, bis sie kapitulieren mussten. Anschließend führte er ein sächsisch-russisches Korps gegen Stettin, das sich nach 8 Tagen ergab. Bose wurde schließlich am 4. Dezember 1714 Generalleutnant und blieb 1715 in Danzig. 1716 erhielt er das Kommando über ein Gebiet von jenseits der Weichsel bis an die preußische und litauische Grenze. Dafür erhielt er 6 Kavallerie- und 4 Infanterie-Regimenter. 1716 eroberten polnische Aufständische unter Gniazdowski Posen und Bose erhielt den Auftrag diese zu vernichten. Die Armeen trafen bei Kavoleva aufeinander, wo die Aufständischen geschlagen wurden. Bose zog mit seinem Korps über Thorn nach Pommerellen, wo er Quartier nahm bis zum Frieden von 1717. Die Truppen wurden entlassen und der General Bose kam an den Hof nach Dresden. 1720 wurde er dann als Nachfolger von General Neitschütz Kommandant ad interim von Leipzig, bis der General von Seckendorf das Amt übernahm. 1723 wurde er als Nachfolger von General Röbel Gouverneur der Stadt und Festung Wittenberg. Als solcher begleitete er 1729 den König nach Berlin. Im Großen Campement bei Mühlberg kommandierte er die zweite Reihe der Infanterie und wurde anschließend am 18. Februar 1731 zum General der Infanterie ernannt. Als 1733 der Polnische Erbfolgekrieg erhielt er 1734 den Auftrag den General Baudissin bei der Belagerung von Danzig zu vertreten. Anschließend wurde er als Vertreter von Sachsen-Weißenfels Kommandeur aller sächsischen Truppen in Polen. Er konnte das Land soweit absichern, das 1735 die Huldigung des Königs August III. in Warschau erfolgen konnte. Ende des Jahres kehrte Bose nach Wittenberg zurück. 1736 erhielt er als einer der ersten den Militär-St.-Heinrichs-Orden. 1741 nahm der General Baudissin seinen Abschied und am 26. September wurde Bose sein Nachfolger, bis der Herzog von Sachsen-Weißenfels das Kommando über die sächsische Armee übernahm. Er bat um seinen Abschied, was aber nicht gewährt wurde und so wurde er 1744 nochmals Kommandeur der Armee, da der Herzog von Sachsen-Weißenfels nach Böhmen gegen die Preußen zog. Letztlich musste er als Kommandeur aufgrund des verlorenen Zweiten Schlesischen Krieges an der Seite von Österreich 1745 die Kapitulation Dresdens im Frieden von Dresden vor dem preußischen König Friedrich II. abschließen. Seine Bemühungen, für die Übergabe drei Tage Frist zu bekommen und der Besatzung freien Abzug zu sichern, blieben ergebnislos. Friedrich der Große antwortete: „General Bose bleibt frei, alle übrigen kriegsgefangen.“
1746 bat er erneut um den Abschied, war wieder nicht gewährt wurde. 1747 dem in Dresden weilenden preußischen König Friedrich dem Großen vorstellen, der seine geistige und körperliche Rüstigkeit lobte.
1748 übergab er dann die Stelle des Gouverneurs von Wittenberg an Eugen von Anhalt-Dessau. Er begleitete noch 1749 die Prinzen zur Leipziger Ostermesse, erlitt aber danach einen Schlaganfall und starb am 21. Mai in Mölbis. Er sowie auch später seine Frau wurden in Mölbis beigesetzt.
In Friedenszeiten zog er sich auf sein Gut in Mölbis zurück, das durch die Heirat seines Vaters in die Bosesche Familie gekommen war. Hier baute er das Gutshaus als Schloss von Grund aus neu auf. Desgleichen erneuerte er die Kirche des Dorfes. Er heiratete 1703 Magdalene Sophie von Heßler (1683–1752) aus dem Hause Klosterhäseler und Schlieben. Da die Ehe kinderlos blieb, erbte ihr Neffe Carl Heinrich Zdislav von Bose aus dem vogtländischen Ast der Familie nach dem Tode seiner Tante 1752 die bedeutenden Besitzungen.
Adam Heinrich Bose war sehr kriegstüchtig und von hohem geistigen Niveau. Trotz oder wegen dieser Eigenschaften kreisten über ihn im Volke besonders nach seinem Tode allerlei seltsame Sagen und Schreckensgeschichten, die von „Hexenmeister“ bis zu „mit dem Teufel im Bunde“ reichten.